# 左翼党 (スウェーデン)
左翼党（さよくとう、Vänsterpartiet）は、スウェーデンの左翼政党。

## 概要
前身は1917年に当時のスウェーデン社会民主労働党から分裂した左派勢力によって1921年に結成されたスウェーデン共産党（共産党 (スウェーデン)とは別の組織）。1990年に現在の党名となった。「左派党｣とも訳される。
党の立場は「社会主義とフェミニズムの党」と規定。政治的目標として「民主主義、平等、連帯の上に築かれた社会、階級と性差から解放された社会、公正で環境的に持続可能な社会の実現」を掲げている。外交政策では欧州懐疑主義の傾向を持ち、スウェーデンのEU加盟には反対していた。
2004年の党大会で採択された綱領ではEUからの脱退を長期目標に掲げた他、欧州議会議員選挙では通貨統合の廃止や国家主権擁護と環境保護重視、EUを途上国にも開かれた組織に変えることを主張するとともに、EUの軍事化にも反対する姿勢を採った。アメリカに対しては帝国主義的な軍事・外交政策を厳しく批判する立場を採っている。
2010年9月の総選挙では、与党の中道右派連合に対して、スウェーデン社会民主労働党や緑の党と共に、左派連合（赤緑連合）を組んでいる。

## 国際党間交流
2004年1月に行なわれた日本共産党第23回大会に際し、祝電を送っている。また、同年2月に行なわれた左翼党第35回大会に、日本共産党幹部会委員（国際局次長）森原公敏が参加、経済のグローバリゼーションに関するセミナーで発言している。